# Rites of Spring
Rites of Spring — панк-группа из Вашингтона, часто упоминается как первая эмо-группа, но сами участники отвергают любую ассоциацию между собой и эмо-жанрами.

## История
Весной 1984 года был сформирован новый коллектив Rites of Spring, состоящий из участников The Untouchables/Faith и Deadline. Этот коллектив сохраняет скорость и безумие панка, но вносит в свою музыку абсолютно новый подход к вокалу. Вокалист Ги Пиччотто (Guy Picciotto), придерживаясь панк-манеры, время от времени углубляется в эмоциональное состояние во время исполнения текстов песен, носящих личный характер. Его голос срывался в ярких моментах на хриплый и страстный стон. Песни группы затрагивали темы потерянной любви и умирающих воспоминаний.
Группа распалась, выпустив всего один альбом. После распада вокалист/гитарист Ги Пиччотто и барабанщик Брендан Кэнти стали участвовать в группе Fugazi, основанной в 1987 году Иэном Маккеем из Minor Threat.

## Влияние
Как отмечал рецензент Allmusic (Steve Huey), Rites of Spring были первой истинной эмо-группой; их музыка воплотила эмо в первоначальном смысле этого термина — эмоционально заряженный агрессивный хардкор-панк с ярко выраженной личной лирикой и интенсивным катарсисом. Rites of Spring отклонились от типичной тематики хардкора того времени, в основе которой было социальное и политическое инакомыслие, в пользу личных переживаний. За довольно короткий период существования, коллектив породил массу имитаторов сначала в местном масштабе (группа не привлекала много внимания за пределами округа Колумбия), и в итоге в более отдалённых местах; их «потомки» в свою очередь постепенно привносили эмо-кор более широкой андеграундной аудитории, вследствие чего жанр продолжал видоизменяться вплоть до пика своей популярности и вхождения в мейнстрим.

## Состав
- Ги Пиччотто – гитара, вокал
- Эдди Дженни – гитара
- Майк Феллоус – бас
- Брендан Кэнти – ударные, вокал

## Дискография

### Альбомы
- Rites of Spring (1985)

### EPs
- All Through a Life (1987)

### Компиляции
- End on End (1991)